# ГЕС Dartmouth
ГЕС Dartmouth — гідроелектростанція на південному сході Австралії. Використовує ресурс із річки Мітта-Мітта, яка дренує західний схил Австралійських Альп та впадає ліворуч до Мюррею (басейн Великої Австралійської затоки Індійського океану).
У 1973—1979 роках річку перекрили греблею Dartmouth, виконаною як кам'яно-накидна споруда із земляним ядром висотою 180 метрів, довжиною 670 метрів та товщиною по основі 700 метрів, яка потребувала 14,1 млн м3 матеріалу. Вона утримує велике водосховище з площею поверхні 63 км2 та об'ємом 3906 млн м3, при цьому «мертвий» об'єм становить лише 71 млн м3. Втім, головною метою спорудження греблі було накопичення ресурсу для зрошування, відповідно корисний об'єм розраховується саме з огляду на таке застосування. Що стосується гідроелектростанції, якою у 1981 році доповнили комплекс, то вона дозволяє використати напір при здреновуванні лише верхньої частини сховища, до рівня 432 метри НРМ (32 % об'єму). Після цього відпуск води до мінімальної позначки у 365 метрів НРМ здійснюється без перепуску через ГЕС.
Пригреблевий машинний зал обладнаний однією турбіною типу Френсіс потужністю 180 МВт, яка через нестачу ресурсу в посушливий сезон виробляє лише 217 млн кВт-год електроенергії на рік.
Відпрацьована вода випускається у русло Мітта-Мітта, на якій за дев'ять кілометрів нижче по течії створений балнсуючий резервуар Banimboola Pondage, а при ньому працює мала ГЕС потужністю 12,5 МВт. В подальшому ресурс досягає Мюррею в районі водосховища греблі Hume, котра включає власну ГЕС Hume.
Станція Dartmouth керується дистанційно з центру управління в Mount Beauty.